# Premi al millor dibuix (Saló del Còmic de Barcelona)
El Premi al millor dibuix del Saló Internacional del Còmic de Barcelona fou un guardó anual destinat a premiar els millors gràfics i dibuixos d'un còmic de producció estatal. Es va atorgar del 2006 al 2011.

## Palmarès
| Any                                                 | Títol             | Autor              | Editorial |
| --------------------------------------------------- | ----------------- | ------------------ | --------- |
| 2006                                                |                   |                    |           |
| Blacksad 3. Alma roja                               | Juanjo Guarnido   | Norma              |           |
| Claus y Simón                                       | Daniel Acuña      | Glénat             |           |
| Cuentos de la estrella legumbre                     | Javier Olivares   | Media Vaca         |           |
| El vals del Gulag                                   | Rubén Pellejero   | Glénat             |           |
| La torre blanca                                     | Pablo Auladell    | Edicions de Ponent |           |
| 2007                                                |                   |                    |           |
| Bardín el superrealista                             | Max               | La Cúpula          |           |
| El Banyan Rojo                                      | Carlos Vermut     | Dibbuks            |           |
| La casa del muerto                                  | Keko              | Edicions de Ponent |           |
| La tetería del oso malayo                           | David Rubín       | Astiberri          |           |
| Psiconautas                                         | Alberto Vázquez   | Astiberri          |           |
| 2008                                                |                   |                    |           |
| Jazz Maynard 1: Home Sweet Home                     | Roger Ibáñez      | Diábolo            |           |
| Orn: Historia Universal                             | Quim Bou          | Dolmen             |           |
| El Evangelio de Judas                               | Alberto Vázquez   | Astiberri          |           |
| Bienvenido al mundo. Enciclopedia Universal Clismon | Miguel Brieva     | Reservoir Books    |           |
| Psico Soda                                          | Carlos Vermut     | Dibbuks            |           |
| 2009                                                |                   |                    |           |
| La Revolución de los Pinceles                       | Pere Mejan        | Dolmen             |           |
| Lo que el viento trae                               | Jaime Martín      | Norma              |           |
| Cuaderno de tormentas                               | David Rubín       | Planeta DeAgostini |           |
| Soy mi sueño                                        | Pablo Auladell    | Edicions de Ponent |           |
| Jazz Maynard 3: contra viento y Marea               | Roger Ibáñez      | Diábolo            |           |
| 2010                                                |                   |                    |           |
| El arte de volar                                    | Kim               | Edicions de Ponent |           |
| El juego de la luna                                 | José Luis Munuera | Astiberri          |           |
| Ken Games 1: Pierre                                 | Marcial Toledano  | Diábolo            |           |
| La isla sin sonrisa                                 | Enrique Fernández | Glénat             |           |
| Las calles de arena                                 | Paco Roca         | Astiberri          |           |
| 2011                                                |                   |                    |           |
| Blacksad 4. El infierno, el silencio                | Juanjo Guarnido   | Norma              |           |
| El invierno del dibujante                           | Paco Roca         | Astiberri          |           |
| Ken Games 3: Ciseaux                                | Marcial Toledano  | Diábolo            |           |
| Jazz Maynard 4. Sin esperanza                       | Roger Ibáñez      | Diábolo            |           |